# Ten Thousand Villages

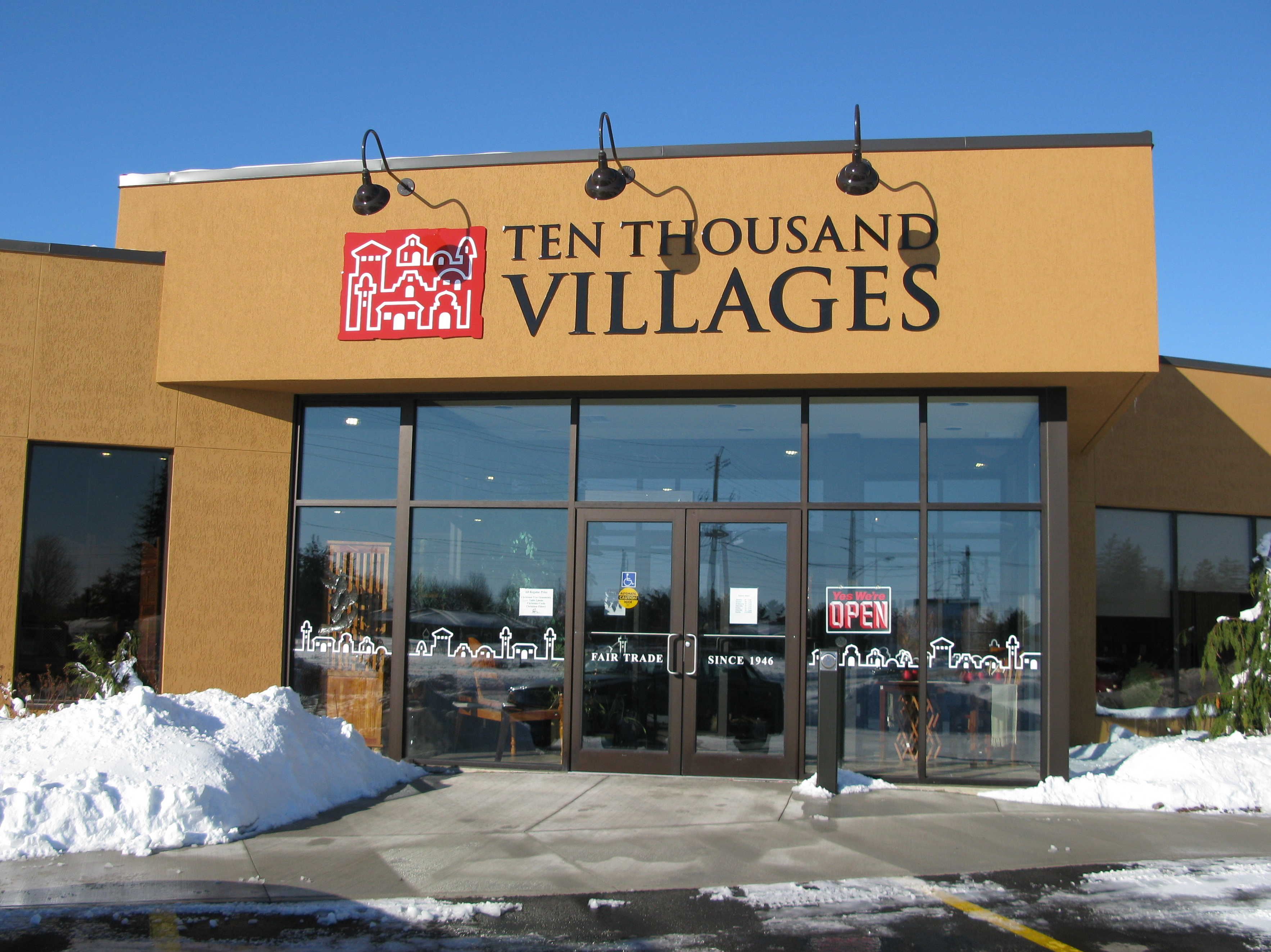
Ten Thousand Villages Store in New Hamburg / Ontario

Ten Thousand Villages oder Dix Mille Villages (zu Deutsch Zehntausend Dörfer) ist eine US-amerikanische Non-Profit-Organisation, die Fachgeschäfte des Fairen Handels betreibt. Ten Thousand Villages wurde nach 1946 von nordamerikanischen Mennoniten und den Brethren in Christ ins Leben gerufen. Noch heute steht das Projekt unter dem Dach des Mennonite Central Committee. Sitz der Organisation ist Akron im US-Bundesstaat Pennsylvania.
Aufgabe von Ten Thousand Villages ist es, über transparente Handelswege und im Dialog mit der Produzenten in den Ländern der Dritten Welt einen fairen Preis zu zahlen und so die Produzenten und ihre Familien in den ärmeren Ländern zu unterstützen. Eine große Rolle spielen hierbei dauerhafte und verlässliche Handelsbeziehungen. Auch ökologische Aspekte werden berücksichtigt. Die Arbeit in den einzelnen Geschäften wird meist von Freiwilligen aus dem Umfeld mennonitischer Gemeinden geleistet. Der Name Ten Thousand Villages geht zurück auf ein Zitat von Mahatma Gandhi, der auf die Lebensbedingungen in den indischen Dörfern aufmerksam machte. Die Arbeit von Ten Thousand Villages setzt also in erster Linie auf lokaler Ebene an, wo jeweils eigene charakteristische kulturelle Strukturen bestehen. In ihrer Vielfalt stehen sie für die Eine Welt (≈10.000 Dörfer), für die sich das Projekt einsetzt.
Es gibt inzwischen ein breites Angebot an Waren aus 38 Ländern aus Afrika, Asien und Lateinamerika. Einen Schwerpunkt bildet seit der Gründung von Ten Thousand Villages der Verkauf von Kunsthandwerk und Textilien. Daneben werden jedoch auch Lebensmittel wie Kaffee, Tee, Reis oder Schokolade verkauft. Zurzeit bestehen über 100 Einzelhandelsgeschäfte (Weltläden) in den USA und in Kanada. International arbeitet Ten Thousand Villages mit anderen Organisationen wie in der von ihm mitbegründeten World Fair Trade Organization (WFTO) zusammen.

## Geschichte
1946 besuchte die Geschäftsfrau Edna Ruth Byler als mennonitische Entwicklungshelferin Puerto Rico und nach ihrer Rückkehr nach Nordamerika puerto-ricanische Näharbeiten verkaufte. 1952 gab es bereits einen Verkaufsstand auf der Mennonitischen Weltkonferenz in Basel. Das Projekt lief damals noch unter dem Namen Needlepoint and Crafts Project (≈ Stickhandwerk und Kunsthandwerk Projekt). Später wurde es in Selfhelp Crafts umbenannt. War das Projekt in den ersten Jahren noch ein Graswurzelprojekt, wurde es bereits 1962 offizielles Programm des Mennonitischen Zentralkomitees. Zehn Jahre später konnte in Ohio in den USA schließlich das erste Einzelhandelsgeschäft eröffnet werden. 1989 wurde mit Unterstützung von Selfhelp Crafts die World Fair Trade Organization gegründet. 1996 nahm das Projekt schließlich den heute noch verwendeten Namen Ten Thousand Villages an. Im kanadischen Québec firmiert das Projekt unter dem französischen Namen Dix Mille Villages. Das Projekt ist eine der ersten Fair-Trade-Organisationen weltweit.